# Target – Zielscheibe
Der Film Target – Zielscheibe (Alternativtitel: Target – Entführt in Paris; Originaltitel: Target) ist ein US-amerikanischer Thriller von Arthur Penn aus dem Jahr 1985.

## Handlung
Während eines Paris-Urlaubs mit einer Reisegruppe wird die Amerikanerin Donna Lloyd entführt. Ihr Ehemann Walter und ihr Sohn Chris fliegen nach Paris und suchen die Frau. Chris überraschen die ihm bisher unbekannten Fremdsprachenkenntnisse seines Vaters und dessen Fertigkeiten im Umgang mit Waffen. Er erfährt, dass sein Vater kein einfacher Geschäftsmann ist, wie er bisher dachte, sondern ein ehemaliger Agent der CIA.
Walter und Chris finden heraus, dass die Frau von einem Geheimdienstagenten aus dem Ostblock entführt wurde. Es kommt zu einigen Kämpfen und Verfolgungsjagden, darunter auf den Hamburger Landungsbrücken. Zum Finale des Films finden Walter und Chris Donna an einen Stuhl gefesselt und geknebelt in einer Scheune. In ihrer unmittelbaren Nähe befindet sich eine Bombe, die vor ihrer Befreiung und einer glücklichen Familienwiedervereinigung erst entschärft werden muss.

## Kritiken
Das Lexikon des internationalen Films urteilt: „Die an sich interessante Vater-Sohn-Geschichte bleibt stets nur an der Oberfläche, die Vergangenheitsbewältigung wird kaum entfaltet. Action-Elemente und die Dekors europäischer Schauplätze stehen im Vordergrund. Trotz routinierter Inszenierung ist der Film nur unterhaltsame "Dutzendware".“
David Nusair schrieb in Reel Film Reviews, der Film sei ungefähr eine halbe Stunde zu lang. Er sei trotzdem „einnehmend“ und „faszinierend“. Gene Hackman und Matt Dillon würden wirkungsvoll spielen.
Spektrum Film urteilte: „So rasant und actionreich die Einzelaktionen in Szene gesetzt sind [...], wirken die Sequenzen doch meist aneinander gestottert, ein innerer Zusammenhang wird nicht sichtbar. Ein zweiter grundlegender Mangel des Films sind die Klischees der Geschichte.“

## Hintergrund
Der Film wurde unter anderen in Dallas, in Corpus Christi (Texas), in Paris, in Berlin, in Lübeck und in Hamburg gedreht. Er spielte in den Kinos der USA ca. 9 Millionen US-Dollar ein.
Der im Film gezeigte Hamburger Bahnhof ist in Wirklichkeit der Hauptbahnhof von Lübeck. Der größte Teil der Szenen, die in West-Berlin zu spielen scheinen, wurden – u. a. mit Berlin-Kennzeichen an den Autos – in Hamburg gedreht. So sieht man z. B. das damalige Garden Hotel in der Magdalenenstraße, im Hamburger Stadtteil Pöseldorf und die Trostbrücke, die das Nikolaifleet überspannt.
Eine kurze Einstellung am Checkpoint Charlie wurde tatsächlich in Berlin gedreht, während aber der Großteil der betreffenden Szene an einem für den Film nachgebauten Grenzübergang aufgenommen wurde.
Die Szenen die in der DDR zu spielen scheinen, wurden hingegen in Frankreich aufgenommen.

## Belege
1. ↑  Target – Zielscheibe. In: Lexikon des internationalen Films. Filmdienst, abgerufen am 2. März 2017.
2. ↑  Kritik von David Nusair
3. ↑  Spektrum Film 6/1986
4. ↑  Filming locations für Target, abgerufen am 17. Juli 2007
5. ↑  Box office / business für Target, abgerufen am 17. Juli 2007